# 倉敷帆布

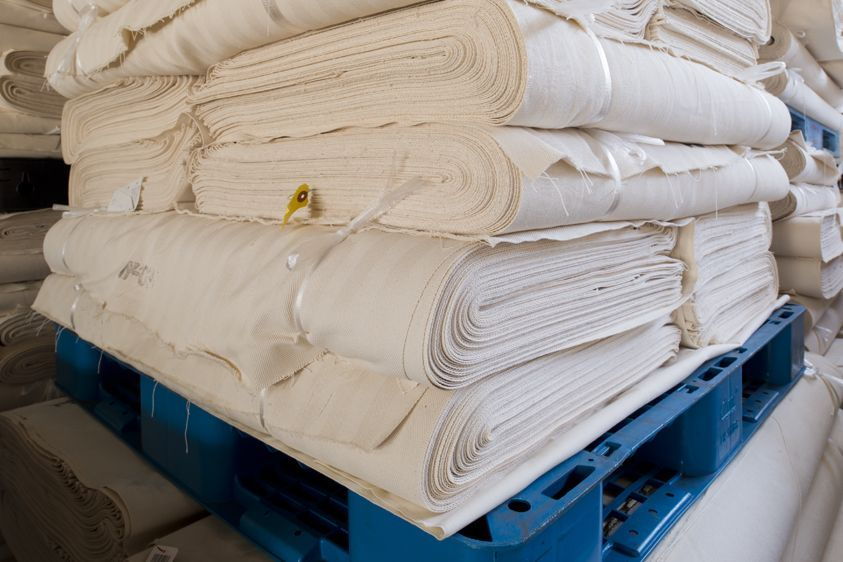
倉敷帆布の生産拠点である丸進工業株式会社（岡山県倉敷市）内の出荷場。

倉敷帆布（くらしきはんぷ）とは、株式会社バイストン、株式会社ハート・プランニングの２社が登録している商標名である。
岡山県倉敷市周辺を産地とする帆布で、旧JIS規格に沿って生産された国産帆布を指す一般的名称では無い。
岡山県倉敷市周辺は滋賀県高島地区と並ぶ、国産帆布の一大産地。温暖な気候と豊富な水源は綿花栽培に適した環境であったことから、海を埋め立てた新田で良質の綿花が作られたことと、真田紐や小倉帯などによって糸を撚り合せる技術が磨かれたことから、明治時代以降、この地区での帆布づくりが発展していった。

## 倉敷帆布ができるまで（生産工程）
倉敷帆布の特徴であり、高度経済成長期以降に国産帆布生産業界が衰退した後も継続している大きな理由は、糸づくりから織布、検反、出荷までを一貫して行う体制が早くから整っていたことである。高い品質を維持するための生産管理体制が今でも継続されている。
以下、倉敷帆布の生産工程について、工程ごとに解説する。

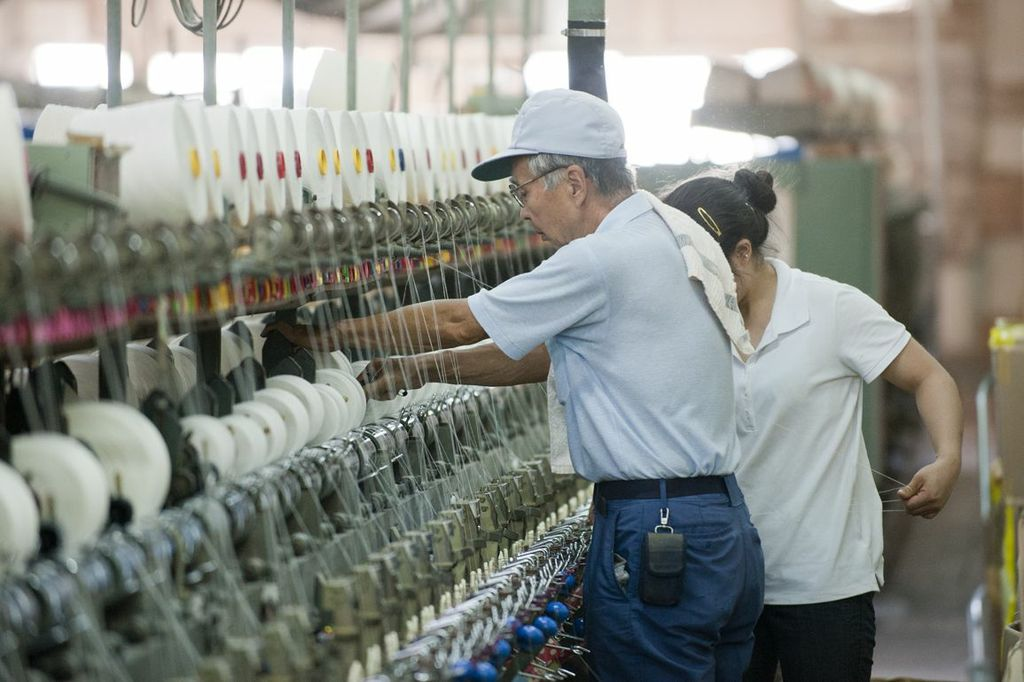
工程1:合糸工程の様子

### 工程1： 合糸（ごうし）
紡績上がりの2〜8本の原糸（綿糸）を１本の糸に合わせていく作業。合わせる糸の本数で織り上げる帆布の厚さが決定する。
「割りつなぎ」という継ぎ糸をつなげる作業をいまでも手作業で行うことにより、のちの織布工程を故障なくスムーズに行うことができ、生地の品質向上に貢献している。

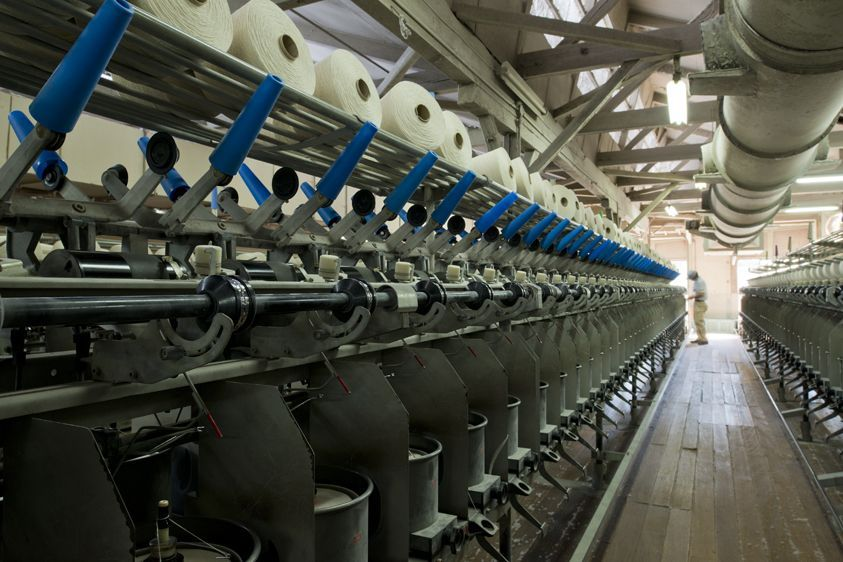
工程2:撚糸工程の様子

### 工程2： 撚糸（ねんし）
合糸された糸に撚（よ）りをかけることにより、糸の強度を増すほか、毛羽立ちにくくする作業。
糸を巻き終えたロールは、その形状から「チーズ」と呼ばれる。

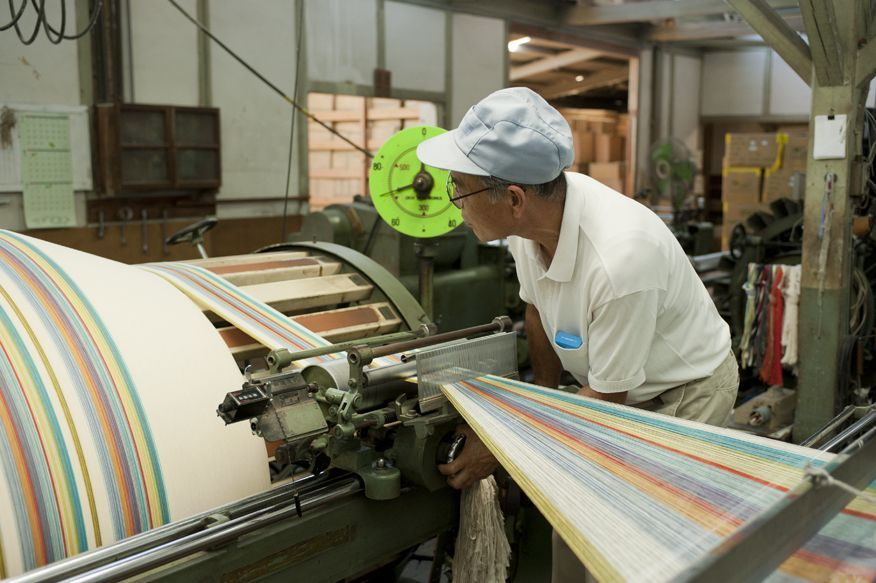
工程3:整経工程。糸を巻き取っている。

### 工程3： 整経（せいけい）
帆布生地の経（たて）糸を準備する工程。
経（たて）糸を織機用に整え、部分整経機を使って1,200〜2,000本の経糸を200〜300本ずつ計6〜10回に分けてドラムに巻き取る。さらに織機に載せるビームという巨大ロールに巻き直す。

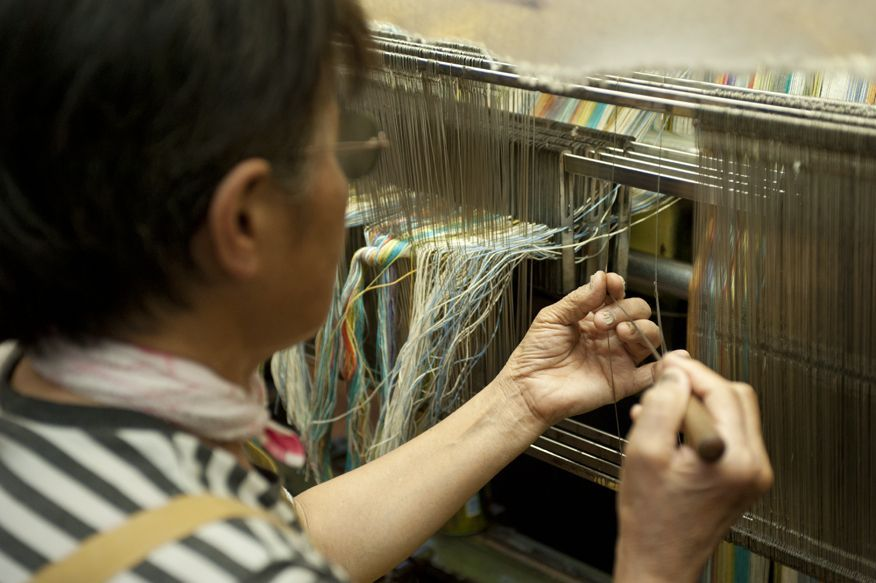
工程4:経通し工程。細い針で糸を1本ずつ通していく。

### 工程4： 経通し（へとおし）
工程3でビームに巻いた経（たて）糸を「ドロッパー」「ヘルド」「おさ」と呼ばれる織機のパーツに通していく作業。
経糸の本数分（1,200〜2000本）を、職人が針を使い一本一本通していく地道な作業。

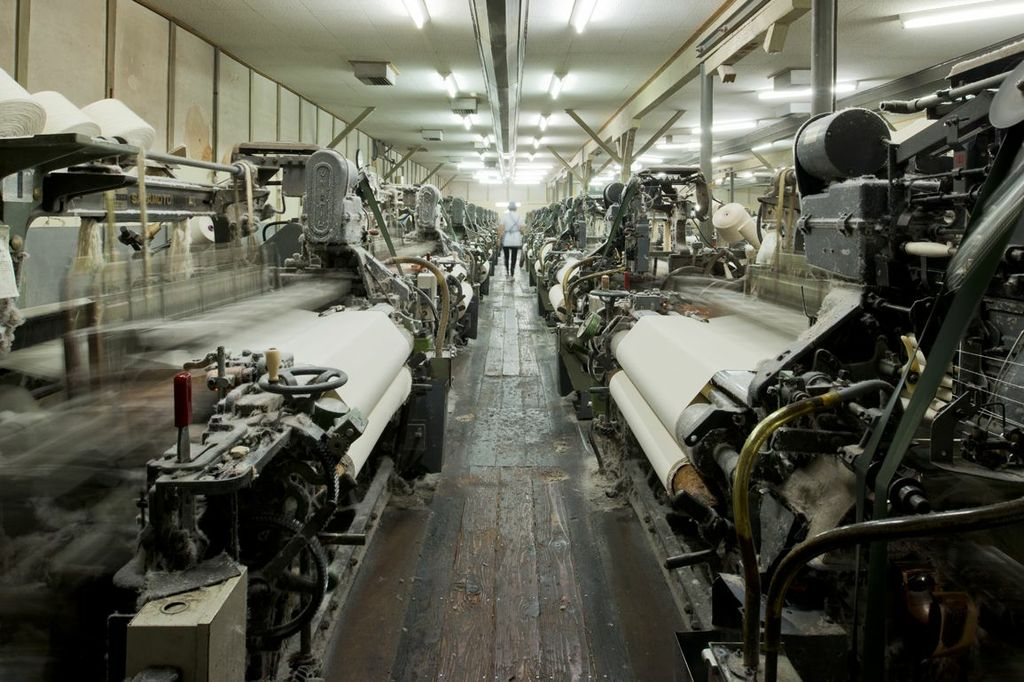
工程5:織布工程。シャトル織機で帆布生地を織り上げる。

### 工程5： 製織（せいしょく）
シャトル織機に工程4で準備したビームを載せて、ヨコ糸をセットして平織りする工程。シャトル織機1台あたり、1日（8時間）で50〜70メートル分を織り上げる。
シャトル織機により織り上げた帆布には「耳（セルヴィッジ）」ができ、倉敷帆布はこの耳が美しく整っているのが特徴であり、高品質の証にもなっている。

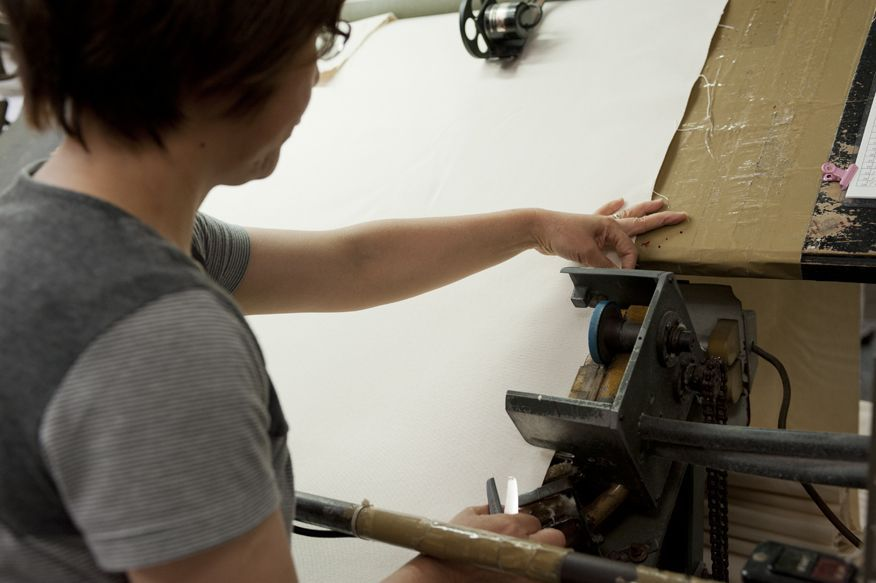
工程6:検反工程。ライトを当て、目視でチェックする。

### 工程6： 流し検反（ながしけんたん）
工程5で織り上がった帆布を50メートルごとにカットし、検反機にかけ、キズや汚れなどの箇所にチェックを入れる作業。

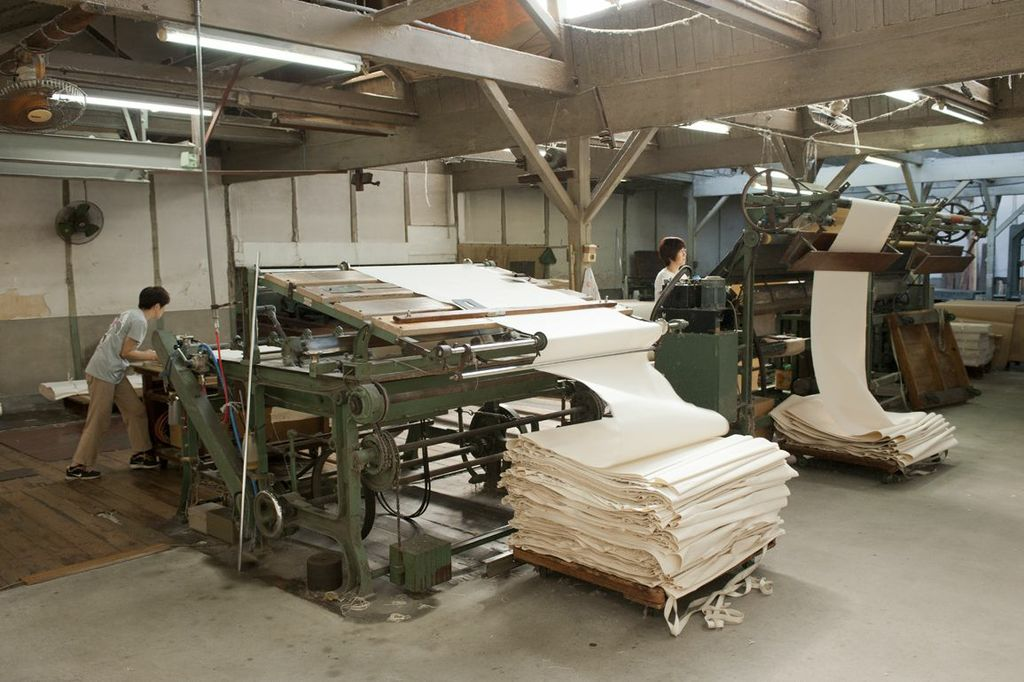
工程7:畳み工程の様子。

### 工程7： 畳み（たたみ）
工程6でチェックを終えた帆布を1メートルごとに重ねて畳む。それをさらに二つ折りにして号数ごとに積み上げていく。
この形が豆腐と似ていることから「トウフタタミ」とも呼ばれる。

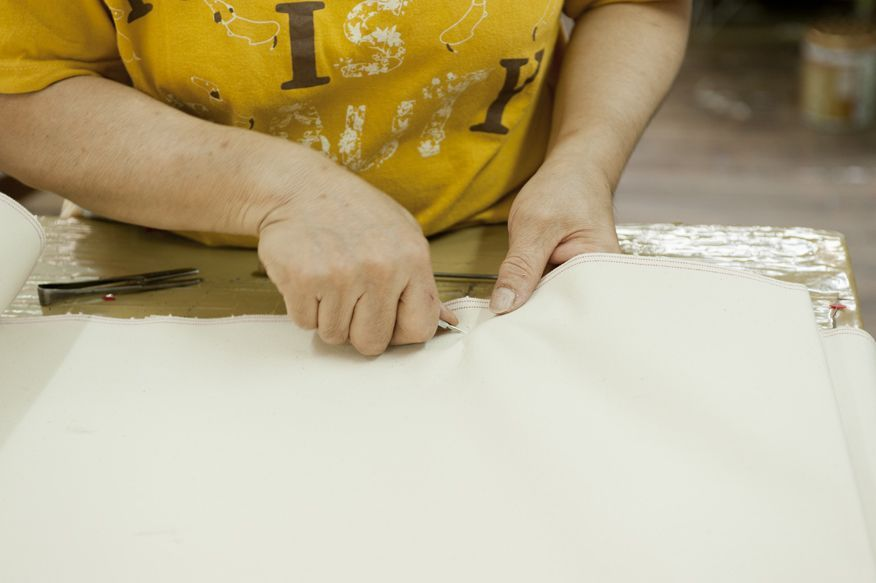
工程8:仕上げ工程。余分に入った糸を引き抜いている様子。

### 工程8： 仕上げ（しあげ）］
工程6の流し検反機でチェックされたキズの箇所を、熟練職人の目で再チェックし、ヨコ糸の連れ込みなどを抜いたり、穴を補足して縫ったりする。
こうして出来上がった帆布は1級品として認められ、ファッション・インテリアから産業資材まで様々な用途で使われていく。